# 李希孔
李希孔（1583年—1620年代），字子鑄，號尋仲，廣東廣州府三水縣人，明朝政治人物。萬曆庚戌進士，累官南京御史。直言敢諫。

## 生平
己酉廣東鄉試第十三名舉人，萬曆三十八年（1610年）庚戌科會試八十名，廷试三甲一百二十名進士。吏部观政，四十三年授中書舍人，擢南京江西道御史，以遼東經略熊廷弼被排挤一事，连疏弹劾给事中姚宗文。泰昌元年冬，陈时政七事。天启改元，与南京御史王允成一起弹劾邵辅忠，请宥倪思辉、朱钦相、王心一。天啟三年（1623年），上《折邪議》，以定兩朝實錄。不久，又請驅逐客氏，誅殺崔文升，被指為東林黨。不久，被降职派去外地办理聚集马匹差事，途中病死旅舍，故不与璫祸。《明史》有傳。

## 家族
曾祖李如衡，祖李從禮，壽官；父李大遇，衛經歷，贈徵仕郎中書舍人；母陸氏（封太孺人）。慈侍下。兄希尹，弟希孟（廩生）；希皐（庠生）。